# Craig Monk
Pour les articles homonymes, voir Monk.
Craig Monk, né le 23 mai 1967 à Stratford, est un régatier néo-zélandais. 

## Biographie
Il a remporté la médaille de bronze en Finn aux Jeux olympiques d'été de 1992. Il a ensuite participé aux Jeux d'Atlanta, après avoir battu Dean Barker, le futur skipper de Team New Zealand, dans les sélections nationales. 
Il a également participé aux coupes de l'America 1995 et 2000 comme wincheur sur Team New Zealand puis à la coupe de l'America 2013 comme wincheur sur Artemis Racing.
Il ne faut pas le confondre avec Craig Monk, le mari de Cher Lloyd.